# 飛鳥汁
飛鳥汁（あすかじる）は、鶏肉や野菜の入った味噌汁に牛乳を加えた汁物。奈良県の伝統料理。
飛鳥時代に宮廷に献上されていた牛乳を入れて作られたのが起源とされ、仏教伝来により牛乳が使われなくなったため廃れたとされる。